# 차마고도

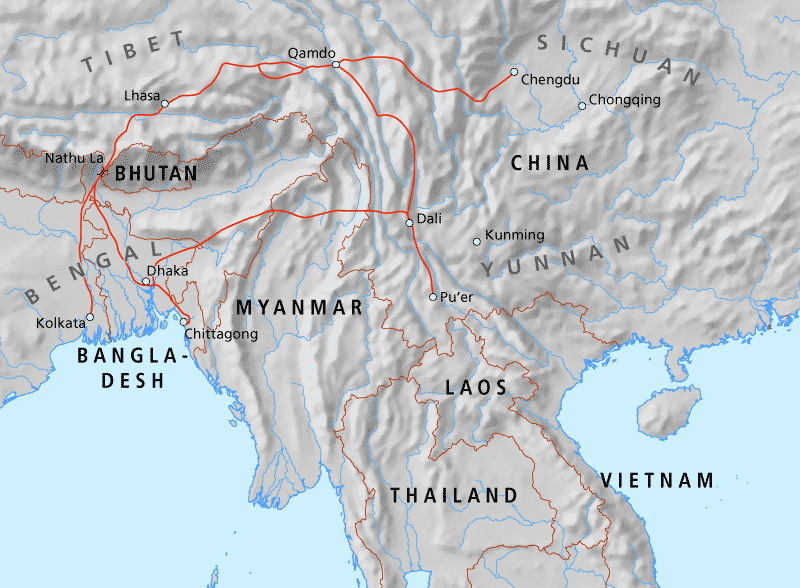

차마고도(茶馬古道, 영어: ancient tea route/southern silk road)는 중국과 티베트, 인도를 잇는 전근대의 무역로이다. 중국의 윈난성, 쓰촨성에서 시작되어 티베트를 거쳐 인도의 벵골과 네팔 등으로 이어진다.

## 개요
'마방(馬幇)'이라 불리는 상인들이 말과 야크를 이용해 중국의 차와 티베트의 말을 서로 사고팔기 위해 지나다녔다. 이곳을 통해서 문화의 교류도 활발하였다. 해발고도 4,000m가 넘는 험준하고 가파른 길이지만 경치가 매우 아름다운 길로 유명하다. 2007년 KBS에서 6편으로 구성된 차마고도에 관한 다큐멘터리, 《인사이트 아시아 - 차마고도》를 제작하면서 한국에 널리 알려졌다.

## 경로
차마고도(茶馬古道)의 길들은 크게 여덟 개 노선으로 나뉘며, 마방들이 주로 이용하던 곳은 아래의 두 가지 경로이다.

### 윈난성
시솽반나(西雙版納), 쓰마오(思茅), 다리(大理), 리장(麗江), 샹그릴라, 더친(德欽) - 티베트 - 네팔 - 인도

### 쓰촨성
야안(雅安), 다두허, 캉딩(康定), 더거(德格) - 티베트 - 네팔 - 인도
쓰촨성은 차마사(茶馬司)라는 관청을 두어 국가가 주도하던 곳이었다.

## 같이 보기
- 티베트, 네팔, 히말라야산맥
- 보이차
- 비단길